# Brunson
Brunson é uma cidade  localizada no estado norte-americano de Carolina do Sul, no Condado de Hampton.

## Demografia
Segundo o censo norte-americano de 2000, a sua população era de 589 habitantes. 
Em 2006, foi estimada uma população de 578, um decréscimo de 11 (-1.9%).

## Geografia
De acordo com o United States Census Bureau tem uma área de 
2,6 km², dos quais 2,6 km² cobertos por terra e 0,0 km² cobertos por água.

## Localidades na vizinhança
O diagrama seguinte representa as localidades num raio de 16 km ao redor de Brunson. 